# Steve Talley
Steve Talley (ur. 12 sierpnia 1981 w Indianapolis) – amerykański aktor. Wystąpił w roli Dwighta Stiflera, studenta-kobieciarza w dwóch filmach z serii American Pie – Naga mila (2006) i Beta House (2007).

## Filmografia

### Filmy
- 2006: Siła spokoju (Peaceful Warrior) jako młody mężczyzna w garażu
- 2006: American Pie: Naga mila (American Pie Presents: The Naked Mile) jako Dwight Stifler
- 2006: Puls (Pulse) jako Marc
- 2007: American Pie: Bractwo Beta (American Pie Presents: Beta House) jako Dwight Stifler
- 2008: Jelly jako fajny chłopak
- 2008: One Way to Valhalla jako John
- 2009: Van Wilder Freshman Year  jako Dirk Arnold
- 2010: Hole In One (Raz w dziurkę) jako Eric P. Keller
- 2011: Szkoła bez nazwy (Beyond the Blackboard, TV) jako Greg Bess
- 2012: Deadline jako Matt Harper
- 2014: Damaged goods (TV) jako Jason
- 2016: Sebastian Says (TV) jako Trevor
- 2016: Chuck Hank and San Diego Twins jako Ricky
- 2017: Love of the Vines (TV) jako Seth Vincent

### Seriale
- 2002: As the World Turns jako Buzzy Markman
- 2005: Summerland jako Bryce
- 2009: Castle jako Kent Scoville
- 2010: Agenci NCIS jako Bill
- 2010: Zabójcze umysły jako Michael Kosina
- 2011: Miłość w wielkim mieście jako Dan Sullivan
- 2012: Ostatni prawdziwy mężczyzna jako Chad Bickle
- 2012: Słodkie kłamstewka (Pretty Little Liars) jako Zack
- 2012: Franklin & Bash jako Brock Daniels
- 2014: Przereklamowani jako Owen
- 2014: The 100 jako Kyle Wick
- 2016: Dwie spłukane dziewczyny jako Owen
- 2016: Pełniejsza chata jako Darren
- 2016: Świat według Mindy jako Jonah
- 2016: Young & Hungry jako Kendrick
- 2019–2021: Amerykański tata jako kowboj / aktor improwizujący / Francis Mallmann (głos)